# Iguatu, Ceará
Iguatu är en stad och kommun i nordöstra Brasilien och ligger i delstaten Ceará. Folkmängden i kommunen uppgick 2014 till cirka 101 000 invånare.

## Administrativ indelning
Kommunen var år 2010 indelad i åtta distrikt:
- Barreiras
- Barro Alto
- Baú
- Gadelha
- Iguatu
- José de Alencar
- Riacho Vermelho
- Suassurana